# Heiligenstadt
Heiligenstadt fou un municipi independent fins al 1892 i avui dia forma part de Döbling, el 19è districte de Viena. El nom de Heiligenstadt prové segurament de "heilige Stätte" (en llatí sanctus locus), ja que es creu que fou aquí on Sant Sever, l'apòstol del Nòric, s'instal·là.

## Història
El primer registre d'un assentament a la zona data de 1120/1125 i s'hi refereix en llatí com a "apud sanctum Michaelum". A partir dels volts de 1190 comença a ser anomenat "sanctus locus"; en alemany, el nom Heiligenstadt provindria de l'alt alemany antic heilag "sant" i stat "localitat", "ciutat" o "vila".
L'església més antiga del barri (i de les més antigues de tota Viena) és la Jakobskirche, construïda d'estil romànic sobre antigues ruïnes romanes i que encara a dia d'avui conserva parts originals. Tot i que no és del tot clar quan s'erigí l'edifici romànic, hi ha constància que al segle V ja s'hi realitzaven serveis eclesiàstics, molts dels quals tenien Sant Sever com a objecte de culte.
El 1095, Leopold II de Babenberg ordenà la construcció de l'església de Sant Miquel (Michaelskirche), que el 1243 apareix en documents oficials com a filial de l'església parroquial de Sant Martí (Pfarrkirche St. Martin) i el 1307 ja com a parròquia sota autoritat directa de l'abat de Klosterneuburg. L'església hagué de ser reconstruïda després dels setges de Viena de 1529 i 1683, que també arrasaren la vila, de la mateixa manera que ho feren les tropes napoleòniques el 1809.
Heiligenstadt es convertir en una destinació turística a finals del segle xviii, després que el 1781 hi trobessin una font d'aigües termals. Johann Baptist Burger construí uns banys al seu jardí, just al costat de l'església de Sant Miquel, després d'aparentment haver tractat el seu reumatisme amb aquestes mateixes aigües. El bany era freqüentat per Ludwig van Beethoven, que tenia una casa a la Probusgasse 6, on escriví el Testament de Heiligenstadt.

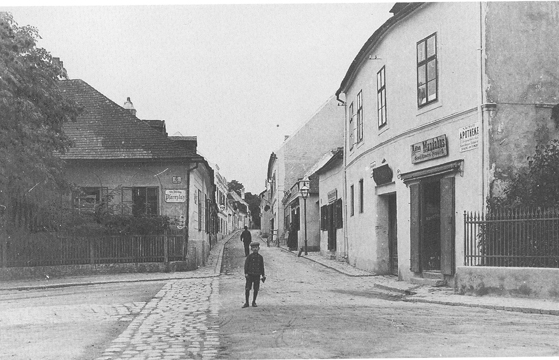
Probusgasse el 1898.

## Geografia
Heiligenstadt es troba en un terreny pla, a prop del canal del Danubi i forma una prima franja que s'estén cap al nord-oest fins a Leopoldsberg. El municipi té una superfície de 219,46 hectàrees; limita al nord amb Nußdorf i Josefsdorf, a l'oest amb Grinzing, i al sud amb Unterdöbling i Oberdöbling. El carrer Probusgasse va ser un cop el carrer principal de la població. El 1890 tenia 5.580 habitants.